# Fläsklägg

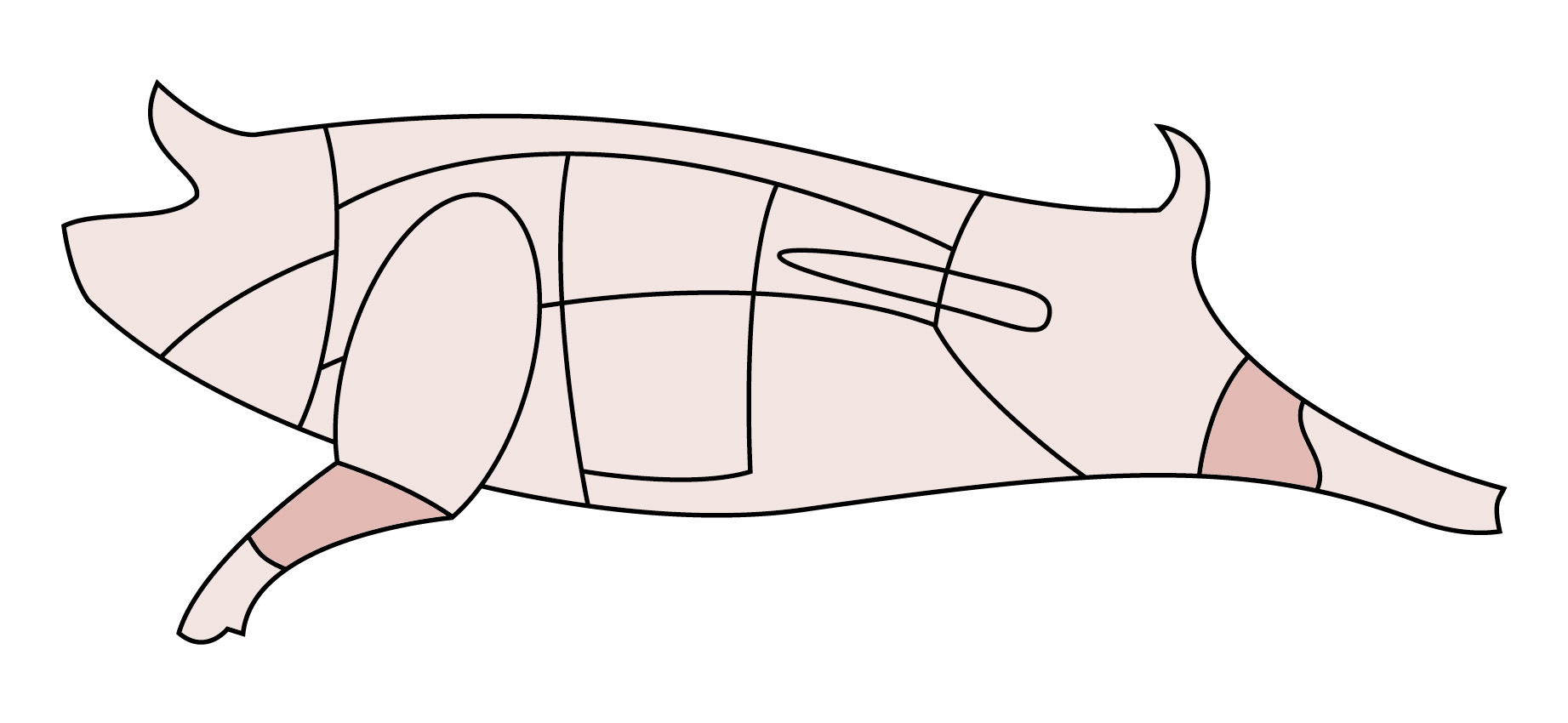
Fläsklägg

Fläsklägg är en styckningsdetalj av svin. Det är mittdelen av grisens ben, runt knän och armbågar, och man använder således både de främre och de bakre benen. Fläsklägg säljs med svålen kvar på köttet. Läggen är ofta rimmade eller rökta. 
I det svenska husmansköket serveras fläskläggen ofta kokta, tillsammans med rotmos.

## Eisbein

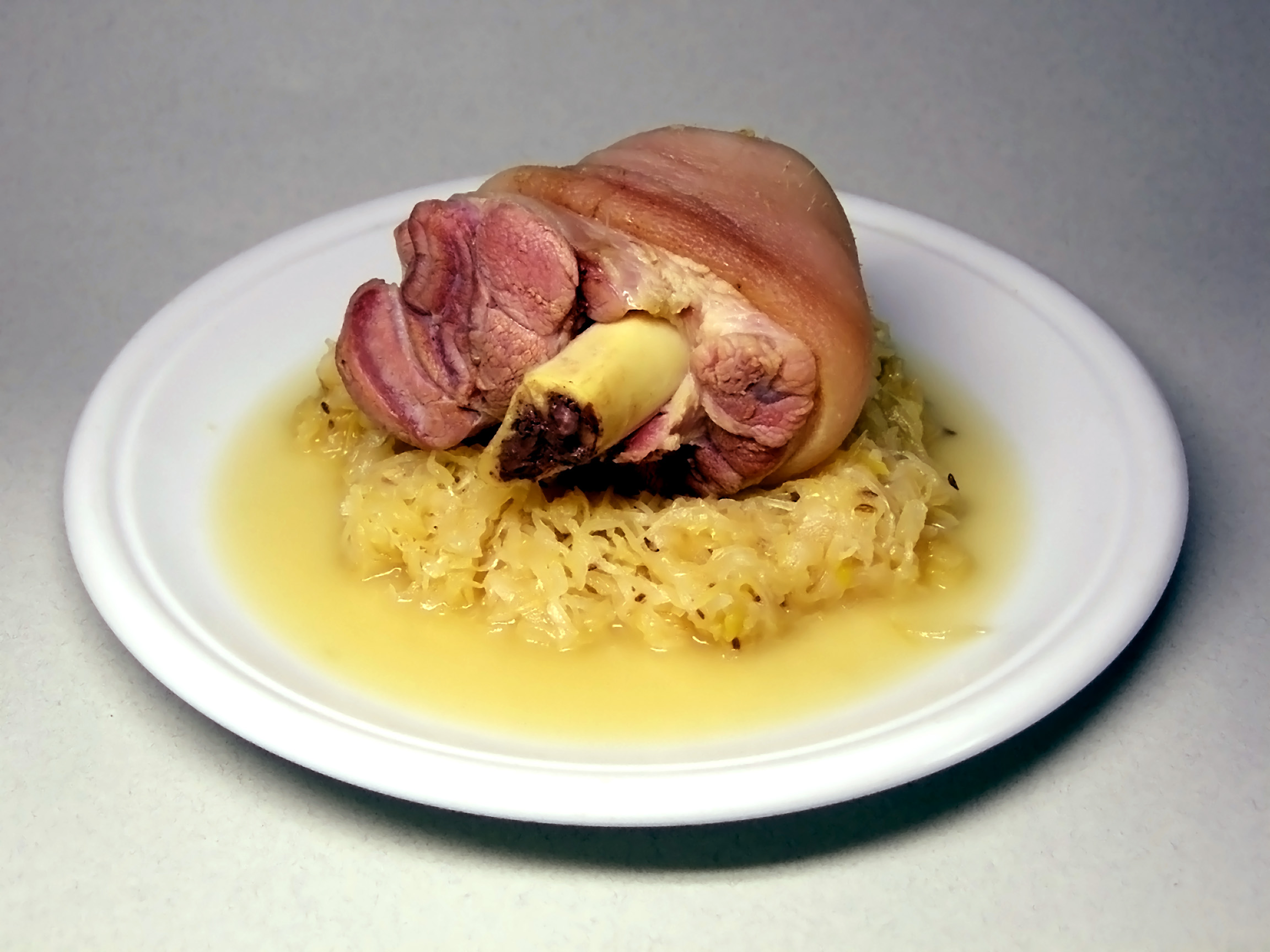
Eisbein med sauerkraut

I Tyskland är fläskläggen, där kallade Eisbein, en av de mest traditionella rätterna. I större delen av Tyskland är det rimmat och serveras med kraftiga, enkla tillbehör, i Berlin till exempel kokt med mos av ärtor. En vanlig kombination är Eisbein und Sauerkraut. I Sydtyskland och Österrike däremot grillas det oftast orimmat, vilket gör svålen knaprig.
Beteckningen Eisbein hänger troligtvis[källa behövs] samman med ett uråldrigt hantverk att tillverka skridskoskenor av grisens smalben. 'Eis' betyder is och 'bein' betyder ben, sammansatt alltså 'isben'.
Andra tyska benämningar är Hachse, Hechse, Haxe, Hämsche, Bötel och Stelze, eller i Schweiz Gnagi.